# Joseph Vincent Sullivan
Joseph Vincent Sullivan (Kansas City, 15 agosto 1919 – Baton Rouge, 4 settembre 1982) è stato un vescovo cattolico statunitense.

## Biografia
Monsignor Joseph Vincent Sullivan nacque a Kansas City, Missouri, il 15 agosto 1919 da John Lawrence Sullivan e Anastasia Agnes (nata Presser).

### Formazione e ministero sacerdotale
Ricevette la sua prima educazione nelle scuole cattoliche locali e iniziò la sua formazione nel seminario del Missouri. Studiò poi presso il seminario sulpiziano dell'Università Cattolica d'America a Washington.
Il 1º giugno 1946 fu ordinato presbitero per la diocesi di Kansas City. Nel 1949 conseguì il dottorato in teologia presso l'Università Cattolica d'America a Washington. Tornato in diocesi fu vicario parrocchiale della parrocchia della Santa Croce a Kansas City dal 1948 al 1951, vicario parrocchiale della parrocchia di Luigi Gonzaga a Kansas City dal 1951 al 1953, assistente sovrintendente delle scuole diocesane dal 1951 al 1953, cappellano dell'ospedale di Saint Joseph dal 1953 al 1957 e dal 1961 al 1967, sovrintendente delle scuole diocesane dal 1953 al 1957, parroco della vecchia chiesa di San Patrizio a Kansas City dal 1957 al 1967, membro del collegio dei consultori dal 1957 al 1974, membro del consiglio delle scuole diocesane dal 1957 al 1964, cancelliere vescovile dal 1957 al 1967, membro dell'ufficio informazioni diocesano dal 1959 al 1966, membro della commissione liturgica dal 1959 al 1967, vicepresidente del The Catholic Reporter dal 1959 al 1967 e consultore parrocchiale dal 1962 al 1974.

### Ministero episcopale
Il 4 marzo 1967 da papa Paolo VI lo nominò vescovo ausiliare di Kansas City-Saint Joseph e titolare di Tagamuta. Ricevette l'ordinazione episcopale il 3 aprile successivo dal vescovo di Kansas City-Saint Joseph Charles Herman Helmsing, coconsacranti l'arcivescovo metropolita di Chicago John Patrick Cody e il vescovo di Jefferson City Joseph Mary Marling. Fu anche membro del consiglio e maestro di disciplina del seminario "San Giovanni" di Kansas City dal 1959 al 1974, vicario generale dal 1967 al 1974 e parroco della parrocchia di Nostra Signora del Buon Consiglio a Kansas City dal 1967 al 1974.
L'8 agosto 1974 papa Paolo VI lo nominò vescovo di Baton Rouge. Prese possesso della diocesi il 4 settembre successivo con una messa nella cattedrale di San Giuseppe a Baton Rouge.
Fu un vescovo fortemente conservatore ed enfatizzò la fedeltà alla dottrina cattolica. Nel febbraio del 1979 rifiutò di permettere al teologo Charles Curran, che denunciava come "eretico" e "non in accordo con l'insegnamento cattolico", di parlare al ministero cattolico del campus dell'Università della Louisiana. Il mese successivo rimosse i padri clarettiani della cappellania dell'ateneo. 51 sacerdoti presentarono tuttavia una lista di rimostranze alla Santa Sede.
Nel febbraio del 1981 monsignor Sullivan pubblicò una lettera pastorale in cui dichiarava che i ministeri per i cattolici divorziati e risposati "non possono testimoniare, esplicitamente o implicitamente, che la Chiesa vivente condona lo stile di vita coniugale di coloro che vivono in un matrimonio invalido". Sostenitore schietto del movimento pro-life, condannò spesso l'aborto e l'eutanasia. Nel 1981 fu l'unico vescovo cattolico a votare contro l'approvazione da parte della Conferenza nazionale dei vescovi cattolici dello Human Life Amendment. Questo è il nome di molteplici proposte di emendamento della Costituzione degli Stati Uniti d'America che avrebbero l'effetto di rovesciare la decisione della Corte Suprema del 1973 Roe v. Wade, che stabiliva che le proibizioni contro l'aborto erano incostituzionali. Affermò: "La semplice logica ci dice che questo è un compromesso e non penso che dobbiamo accettare un compromesso".
In diocesi promosse l'educazione cattolica istituendo scuole elementari e pianificando una nuova scuola superiore.
Morì a Baton Rouge il 4 settembre 1982 all'età di 63 anni. È sepolto nel cortile est della cattedrale di San Giuseppe a Baton Rouge.
Monsignor Sullivan venne accusato in tre processi separati, nel 2004, nel 2005 e nel 2007, di abuso sessuale di tre diversi minori. Si dice che gli abusi siano avvenuti dal 1969 al 1982. Due accusatori del vescovo Sullivan affermarono di essere stati abusati sessualmente durante dei viaggi alle Hawaii, dove monsignor Sullivan possedeva un condominio con altri preti di Kansas City. Almeno uno degli accusatori era studente in un seminario minore.
Nell'ottobre del 2009 la diocesi di Baton Rouge pagò 225 000 dollari per risolvere una causa in cui un uomo di Houston affermava di essere stato abusato sessualmente da monsignor Sullivan quando era seminarista, tra il 1978 e il 1982. Una scuola superiore della Louisiana intitolata a monsignor Sullivan nel 2005 cambiò nome in St. Michael the Archangel High School dopo la risoluzione di una causa separata nella quale si sosteneva che monsignor Sullivan aveva abusato sessualmente di un ragazzo minorenne.

## Genealogia episcopale
La genealogia episcopale è:
- Cardinale Scipione Rebiba
- Cardinale Giulio Antonio Santori
- Cardinale Girolamo Bernerio, O.P.
- Arcivescovo Galeazzo Sanvitale
- Cardinale Ludovico Ludovisi
- Cardinale Luigi Caetani
- Cardinale Ulderico Carpegna
- Cardinale Paluzzo Paluzzi Altieri degli Albertoni
- Papa Benedetto XIII
- Papa Benedetto XIV
- Cardinale Enrico Enriquez
- Arcivescovo Manuel Quintano Bonifaz
- Cardinale Buenaventura Córdoba Espinosa de la Cerda
- Cardinale Giuseppe Maria Doria Pamphilj
- Papa Pio VIII
- Papa Pio IX
- Cardinale Raffaele Monaco La Valletta
- Cardinale Diomede Angelo Raffaele Gennaro Falconio
- Vescovo Joseph Chartrand
- Arcivescovo Joseph Elmer Ritter
- Vescovo Charles Herman Helmsing
- Vescovo Joseph Vincent Sullivan